# Noordwijk (Groningen)
Noordwijk (Gronings: Noordwiek) is een klein dorp in het zuiden van de gemeente Westerkwartier in de provincie Groningen (Nederland). Het dorp ligt een paar kilometer ten noorden van het dorp Marum, aan de weg naar Grootegast. De naam Noordwijk zou zijn afgeleid van een buurt ten noorden van Marum. Het dorp heeft ongeveer 225 inwoners. Noordwijk ligt op een kruising waarvan de straatnamen de richting aangeven: Noorderweg, Westerweg en Oosterweg.
De kerk van Noordwijk dateert uit het begin van de veertiende eeuw. Het kerkje is tegenwoordig eigendom van de Stichting Oude Groninger Kerken en is recent gerestaureerd. Vanaf het lijkhuisje achter de kerk loopt het Leedaanzeggerspad, een wandeling tijdens welke de geschiedenis van het dorp in de negentiende eeuw behandeld wordt.

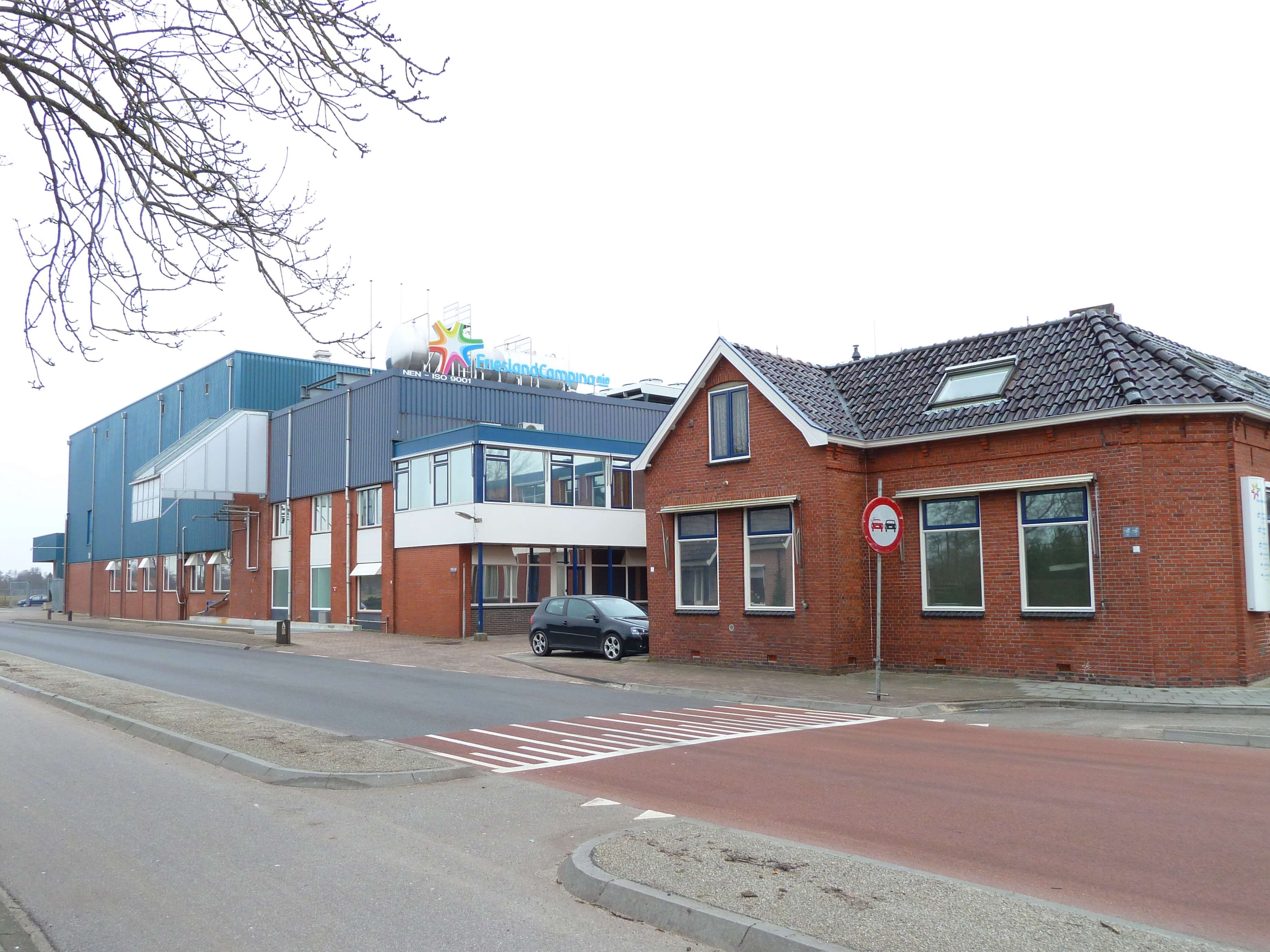
Zuivelfabriek in het dorp
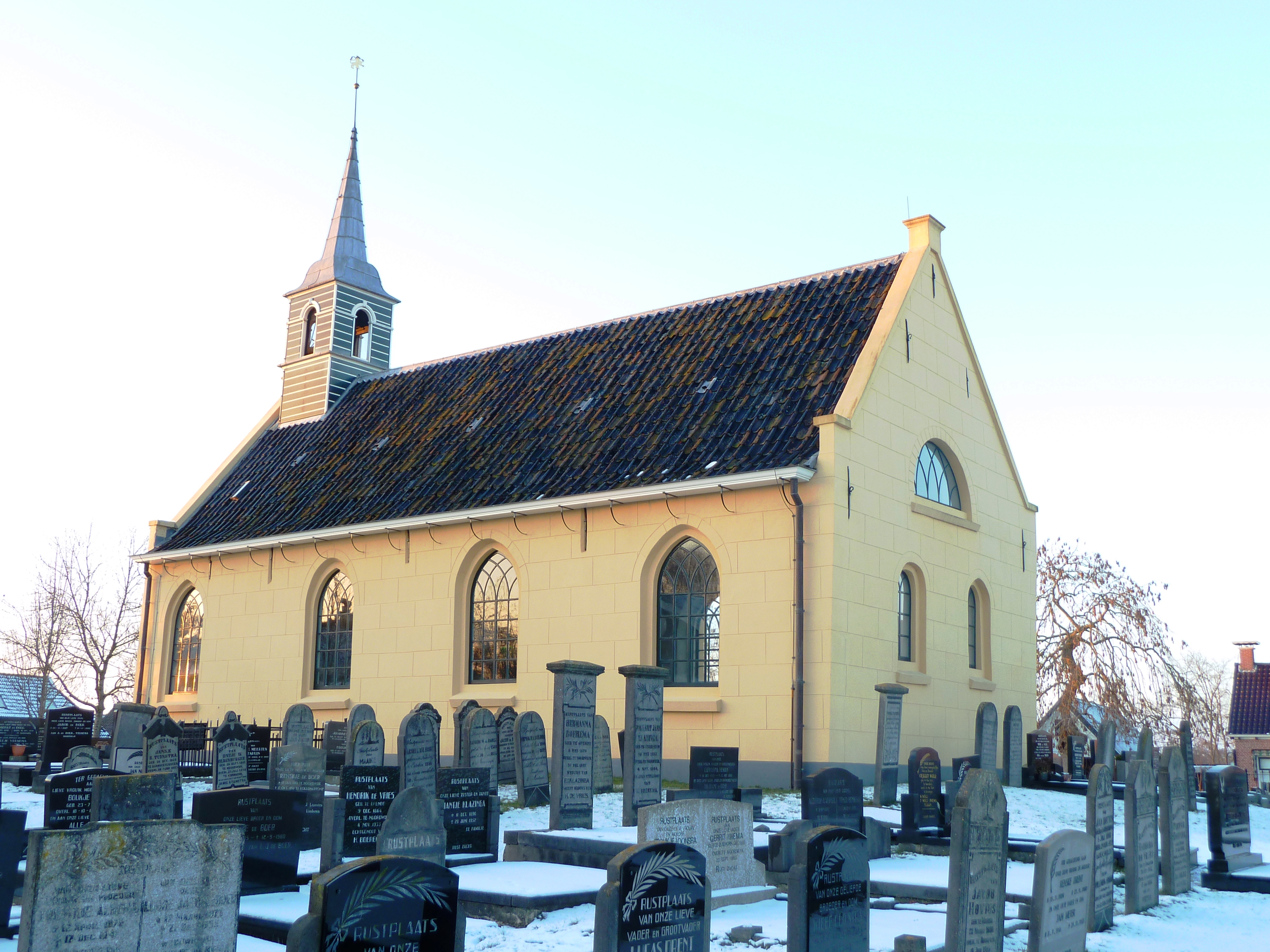
Kerk van Noordwijk